# Elektron-prenosni-flavoprotein dehidrogenaza
Elektron-prenosni-flavoprotein dehidrogenaza (EC 1.5.5.1, ETF-QO, ETF:ubihinon oksidoreduktaza, dehidrogenaza flavoproteina elektronskog transfera, dehidrogenaza flavoproteina Q elektronskog transfera, elektronsko transferni flavoprotein - ubihinonska oksidoreduktaza, elektronsko transferna flavoproteinska reduktaza) je enzim sa sistematskim imenom elektron-transfer-flavoprotein:ubihinon oksidoreduktaza. Ovaj enzim katalizuje sledeću hemijsku reakciju
redukovani elektron-transfer flavoprotein + ubihinon {\displaystyle \rightleftharpoons } elektron-transfer flavoprotein + ubihinol
Ovaj enzim je gvožđe-sumporni flavoprotein. On je deo mitohondrijskog sistema elektronskog transfera.

## Literatura
- Nicholas C. Price; Lewis Stevens (1999). Fundamentals of Enzymology: The Cell and Molecular Biology of Catalytic Proteins (Third изд.). USA: Oxford University Press. ISBN 019850229X.
- Eric J. Toone (2006). Advances in Enzymology and Related Areas of Molecular Biology, Protein Evolution (Volume 75 изд.). Wiley-Interscience. ISBN 0471205036.
- Branden C; Tooze J. Introduction to Protein Structure. New York, NY: Garland Publishing. ISBN 0-8153-2305-0.
- Irwin H. Segel. Enzyme Kinetics: Behavior and Analysis of Rapid Equilibrium and Steady-State Enzyme Systems (Book 44 изд.). Wiley Classics Library. ISBN 0471303097.

## Spoljašnje veze
- Electron-transferring-flavoprotein+dehydrogenase на 